# Al-Kharga
L'oasis d'al-Kharga (al-khārga, en arabe الخارجة, « l'extérieure ») (Charga, Khargeh) est la plus méridionale des cinq grandes oasis du désert Libyque, en Égypte. Située à environ deux-cents kilomètres de la vallée du Nil, elle s'étend sur cent-cinquante kilomètres mais sa largeur ne dépasse pas trente kilomètres. Cette riche oasis comporte plusieurs sources et puits d'eau naturelle dont la température, qui atteint 43 °C, est réputée comme particulièrement efficace pour le traitement des rhumatismes et des allergies.

## Histoire
Datant de la préhistoire récente, quatre-vingt-quatre sites ont été relevés qui indiquent que des hommes ont pratiqué plusieurs techniques d'adaptation à une époque de grande variation climatique.
Les Égyptiens ont occupé les oasis dès l'Ancien Empire, mais ce sont des époques perse, puis ptolémaïque et romaine que datent la plupart des vestiges antiques découverts à ce jour, en particulier le temple d'Hibis, édifié en grande partie sous Darius Ier.

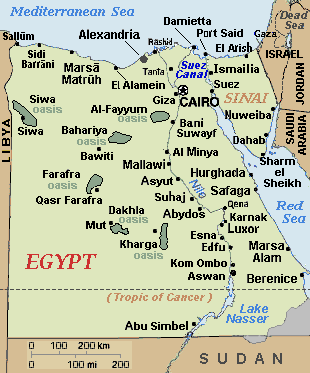
Carte des principales oasis d’Égypte.

Le dieu principal de Kharga est Amon, désigné sous un nom local, Amenèbis, « Amon d'Hibis », et représenté en compagnie de son épouse la déesse Mout et du dieu Khonsou.
À proximité se trouvent la forteresse du limes romain antique, auprès de la source tarie, dite la Source du Scorpion (Ain el-Labakha), et le temple de Piyris, sur la route des quarante jours (Darb el Arbain).
Après la conquête musulmane de l'Égypte, Al-Kharga forme un petit État musulman gouverné par la dynastie Al-Abdun d'origine berbère et dont le territoire couvre les autres oasis à proximité : Ad-Dakhla, Al-Bahariya et Al-Farafra. Ce royaume est mentionné dès le VIIIe siècle par Muhammad al-Fazari qui le nomme Amal Wah, signifiant « pays des oasis ». Une brève description par Al-Mas'ûdî au Xe siècle indique que le prince berbère y dirige plusieurs milliers de cavaliers. Un réseau de voie relie les oasis entre-elles, menant d'un côté vers les villes d'Égypte et de l'autre vers Siwa et ce dans le plus vaste réseau du commerce transsaharien.
La forteresse d'Ain Oum Dabadib se dresse également dans l'oasis.
Au début du XIXe siècle, à la suite de l'expédition d'Égypte, les voyageurs commencent à aller dans le désert Occidental, d'abord Frédéric Cailliaud, puis Bernardino Drovetti, suivis de nombreux autres.
L'exploration archéologique de l'oasis commence réellement en 1976, avec Serge Sauneron, directeur de l'Institut français d'archéologie orientale (IFAO), mais auparavant Ahmed Fakhry avait dressé une liste des sites antiques :
- la forteresse de Ghoueita abritant un temple ptolémaïque bien préservé ;
- Qasr el-Zayyan de l'époque romaine ;
- le temple forteresse de Nadoura ;
- la nécropole de Douch ;
- la nécropole chrétienne d'al-Bagawat des Ve – VIIe siècles et ses nombreuses chapelles en brique crue ;
- le temple d'Hibis[3].

La nécropole chrétienne d'al-Bagawat comporte 263 tombes en brique crue, dont certaines décorées de peintures murales d'inspiration biblique.

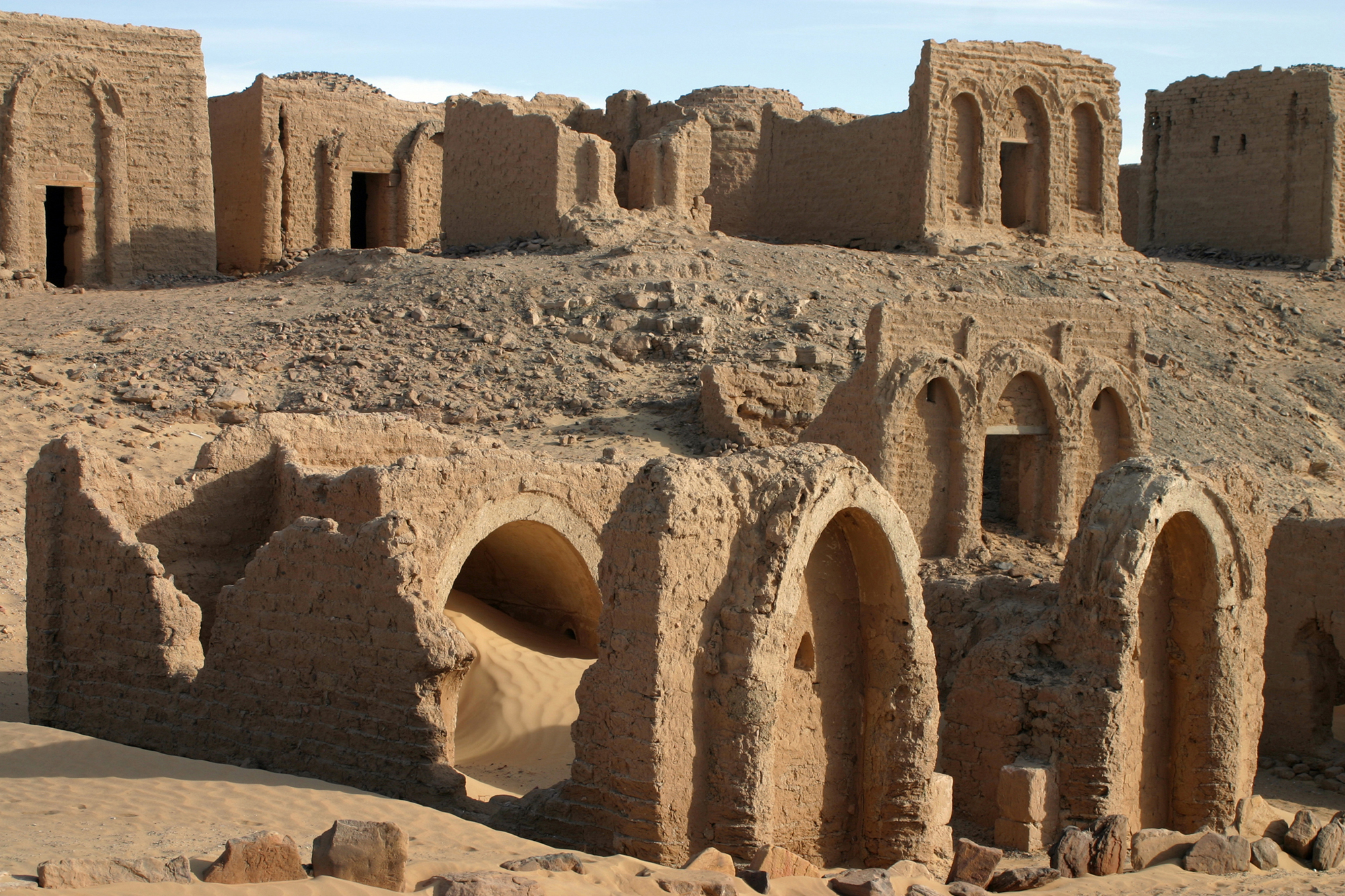
Nécropole chrétienne d'al-Bagawat.

Depuis 1981, l'équipe dirigée par Françoise Dunand travaille sur des nécropoles de l'époque gréco-romaine de l'oasis :
- 1981-1993 : nécropole de Douch ;
- 1994-1997 : nécropole d'Aïn el-Labakha ;
- 1998- : nécropole d'el-Deir.

Des archéologues français ont découvert que des tombes de la période ptolémaïque ont été réutilisées comme nécropole de plusieurs centaines de chiens sacrés momifiés, ce qui impliquerait la présence d'un temple consacré à un dieu comme Anubis ou Oupouaout.
Il y a à Al-Kharga un musée archéologique.
L'oasis a été proposé en 1994 pour une inscription au patrimoine mondial et figure sur la « liste indicative » de l’UNESCO dans la catégorie patrimoine culturel et naturel.

## Architecture
Hassan Fathy a conçu et fait construire le nouveau village de Bâriz près d'Al-Kharga à partir de 1965. Ses constructions suivent un modèle traditionnel arabe.